# Dinastia Candar
La dinastia Candar o la Casa de Candar (en turc modern: Candaroğulları), Beilicat de Candar, Principat de Candar (Candaroğulları Beyliği, Candar Beyliği), també coneguda com la dinastia d'Isfendiyar (İsfendiyaroğulları), Beilicat d'Isfendiyar (İsfendiyaroğulları Beyliği, İsfendiyar Beyliği) o Beilicat de Sinope, és una dinastia príncep d'Anatolia turca oghuz que va regnar als territoris corresponents a les províncies d'Eflani, Kastamonu, Sinope, Zonguldak, Bartın, Karabük, Samsun, Bolu, Ankara i Çankırı a l'actual República de Turquia de l'any 1291 a 1461. La regió és coneguda a la literatura occidental com a Paflagònia, nom aplicat a la mateixa àrea geogràfica durant l'època romana.
La dinastia i el principat, fundats per Şemseddin (Xams Al-Din) Yaman Candar Bei, van ser incorporats a l'Imperi Otomà pel sultà Mehmet II el 1461.

## Història
Descendent de la branca Kayı dels turcs Oghuz, la dinastia va començar quan el soldà Mesud II va concedir la província d'Eflani a Şemseddin Yaman Candar, un comandant superior de les forces armades imperials del Soldanat de Rum, en agraïment per haver-lo rescatat de la captivitat mongol. La província havia estat prèviament sota el domini dels Çobanoğlu. La dinastia fou fundada per Şemseddin Temür Yaman Candar, un comandant superiora l'exèrcit imperial , que era amir del feu d'Eflani, i que es va apoderar de Kastamonu; el 1291 Gaykhatu, kan Il-kan de Pèrsia, el va nomenar governador del territori del que s'havia apoderat o havia adquirit
Al cap d'un temps Çobanoğlu Mahmud Bey, el fill de l'anterior amir Çobanoğlu Yavlak Arslan, va expulsar Xams al-Din (Şemseddin) Temür Yaman Candar i va recuperar el poder. A Xams al-Din el va succeir el seu fill Xudja al-Din Sulayman (1301-1340) va reconèixer inicialment la sobirania il-kànida; el 1309 el seu rival Çobanoğlu Mahmud Bey va morir en una emboscada preparada per Xudja al-Din i la seva nissaga es va consolidar al poder a la regió. En època indeterminada es va fer independent (1335?) i es va apoderar de Sinope que estava governada com a feu per una filla de l'antic sultà seljúcida Masud II (vegeu Beilicat de Sinope). Sulayman va nomenar governador de Sinope al seu fill Ibrahim I, i al segon fill Ali el va nomenar governador de Safranbolu.
Va morir el 1340 i el va succeir el seu fill Ibrahim Paixà, al que Ali va disputar el poder; Ibrahim es va imposar però va regnar poc temps, i vers el 1345 o 1346 va morir i el va succeir el seu cosí Adil ibn Yakub ibn Xams al-Din (1346 - 1361). Mort Adil el va succeir el seu fill Djalal al-Din Kötürüm Bayezid. Aquest lluità contra el cadi Burhan al-Din, el governador de la província de Sivas. El 1383 va perdre el control de Kastamonu a mans d'un dels seus fills, Süleyman II o Solimà II, que rebé el suport del soldà otomà Murad I; Kötürüm es va retirar el 1384 a Sinope i el poder a Kastamonu va quedar en mans del fill Solimà, però va conservar Sinope fins a la seva mort el 1385 (vegeu Beilicat de Sinope i Isfendiyaroğlu). Va deixar tres fills: Iskandar; l'esmentat Solimà; i Mubariz al-Din Isfendiyar, que va succeir al seu pare a Sinope.
El Beilicat restà d'aquesta manera dividit. Süleyman II va governar Kastamonu, va restar fidel a Murat I i va participar en les campanyes militars otomanes a Europa entre 1386 i 1389. La filla de Solimà o Süleyman es va casar amb el sultà otomà Murat). Però el successor de Murad I, Baiazet I Yildirim, va atacar Kastamonu el 1393 i Sulayman fou deposat i mort; el beilicat fou annexionat. Isfendiyar de Sinope va demanar immunitat al sultà otomà a canvi d'esdevenir el seu vassall; Baiazet I li va concedir. El 1402 Isfendiyar va reconèixer la sobirania de Tamerlà, que li va ratificar el seu domini i a més li va concedir Kastamonu, Kalecik, Tosya, i Çankırı.
Süleyman va regnar prop de 40 anys més i va morir el 26 de febrer de 1440. El 1417 va haver de cedir Tosya, Çankırı, Kalecik o Kaledjik i el districte de Canik al sultà Mehmet I i més endavant (1423) encara altres territoris menors a Murat II (amb unes riques mines de coure).
El va succeir el seu fill Ibrahim, que va morir el 1443 i a aquest el va succeir el seu fill Kemal al-Din Abul Hasan Ismail. Després de la caiguda de Constantinoble el 1453, el soldà otomà Mehmet II es tornà cap a Anatòlia amb l'objectiu d'unificar tots els beilicats de la península. Kizil Ahmed, un dels germans del bey de Kastamonu i Sinope, s'uní als otomans i conquerí el beilicat. Ismail fou deposat pels otomans el 1460 sent deportat a Philippopoli on va morir i l'emirat annexionat. Els seus drets van passar al seu fill Hasan. Germans d'Ismail foren Khalidja i Kizil Ahmed; aquest darrer fou nomenat governador però fou revocat al cap d'un any, i frustrat en la seva expectativa d'assolir el poder, es va refugiar amb els aq qoyunlu d'Uzun Hasan, però a la mort de Mehmet II va retornar a la cort otomana i fou ben acollit per Baiazet II i el seu fill Mirza Mehmet Paixà es va casar amb una néta del sultà otomà i dos dels seus fills, Xamsi Paixà i Mustafà, van exercir més tard càrrecs importants sent els darrers membres destacats de la dinastia Candaroğullari. Els seus descendents s'integraren en l'administració otomana fins al dissolució de l'Imperi Otomà després de la Primera Guerra Mundial.

## Dinastia
Després de la incorporació, la dinastia que havia governat el beilicat s'incorporà a l'administració otomana fins que l'Imperi dissolució el 1922. Ayşe Sultan, el darrer descendent de la dinastia Candar morí el 1981 a Ankara.

L'escut dinàstic de la Casa de Candar segons l'Atles Català del 1375.

## Escut
Per les seves similituds, l'escut de la Casa de Candar es pot confondre amb l'Estrella de David. Tanmateix, a l'edat mitjana, aquesta estrella no era un símbol exclusiu dels jueus, sinó també un símbol islàmic conegut com el «Segell de Salomó» i resultà extremadament popular entre els turcs oghuz. Un altre dels beilicats que emprà el segell de Salomó fou el beilicat dels karamànides.

## Sobirans
| Sobiran                                  | Regnat    | Notes |
| ---------------------------------------- | --------- | --- |
| Şemseddin Yaman Candar Bei (Xams al-Din) | c.1291    | Fundador de la dinastia i primer bei. |
| Süleyman I Paixà                         | 1309–1339 | Després de la seva mort (c. 1339) es va produir una lluita dinàstica entre els seus dos fills, İbrahim i Ali.                               |
| lluita dinàstica                         |           | |
| İbrahim Paixà                            | 1339–1345 | İbrahim va ser victoriós en la lluita amb el seu germà Ali el 1339.                                                                         |
| Âdil Bei bin Ya'kûb                      | 1346–1361 | |
| Celâleddin Kötürüm Bâyezid Bei           | 1361–1383 | |
| Süleyman II Şah                          | 1384–1385 | |
| İsfendiyar Bei                           | 1385–1440 | |
| Tâceddin Ibrâhim II Bei                  | 1440–1443 | |
| Kemâleddin Ismâil Bei                    | 1443–1461 | |
| Kızıl Ahmed Bei (Ahmed el Roig)          | 1461      | El 10è i últim bei dels Candaroğulları. Kızıl Ahmed Bey va governar durant 3 mesos abans de la incorporació del principat a l'Imperi Otomà. |

## Genealogia
- Alp Arslan Yaman Candar Mehmed Bei
  - Xams al-Din (Şemseddin) Temür Yaman Candar Bei
    - Xudja al-Din Sulayman o Süleyman II, 1301–1340 a Eflani 1301–1309, a Eflani i Kastamonu 1309–1340
      - Ibrahim Paixà 1340–1345
      - Ali Bei
      - Nasr al-Din

    - Amir Yakub
      - Adil ibn Yakub ibn Xams al-Din 1345–1361
        - Djalal al-Din Kötürüm Bayezid 1361–1385 (a Sinope 1383–1385) 
          - Sulayman Bei o Süleyman II 1385–1393
            - Una filla (casada amb Murat I)

          - Mubariz al-Din Isfendiyar (de Sinope 1385–1402) 1402–1440
            - Ibrahim 1440–1443
              - Kemal al-Din Abu l-Hasan Ismail 1443–1460 (casat el 1440 amb una filla de Murat II)
                - Hasan

              - Kizil Ahmed 1460–1461
                - Mehmet anomenat Mirza (casat amb una néta de Baiazet II, Xahnisa (Şahnisa) Sultan)
                  - Xamsi (Şemsi) Paixà
                  - Mustafa Paixà

              - Khadidja

            - Kawan al-Din Kasim Bey (casat el 1425 amb una germana de Murat II)
              - Iskender conegut per Mirza Bei

            - Khidir Bey
            - Murat
            - Halima (casada el 1425 amb Murat II)
              - Hasan (+ 1451)

          - Iskander
          - Una filla
            - Kara Yahya